# Zuggeschirr

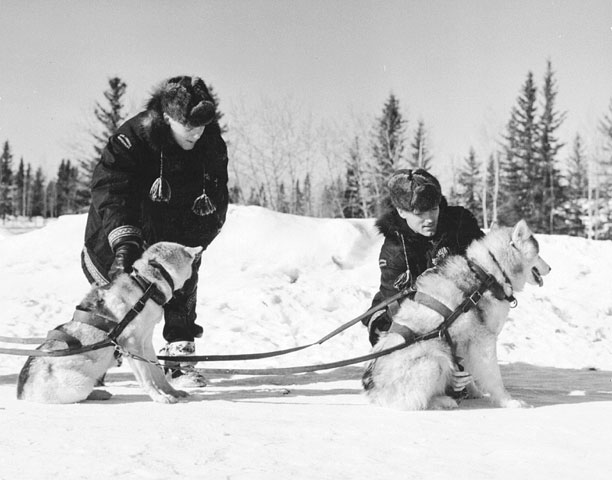
Zuggeschirr

Ein Zuggeschirr ist ein Geschirr für Schlittenhunde, mittels dessen die aufgebrachte Zugkraft auf eine Zugleine übertragen wird, die zusammen mit den Zugleinen der anderen Hunde im Gespann an der Hauptzugleine befestigt ist. Diese ist vorn am Schlitten oder Trainingswagen fixiert.
Es gibt Geschirre in unterschiedlichen Ausführungen. Wesentlich am Geschirr ist, dass der Hund durch das Geschirr in seiner Bewegungsfreiheit und Atmung möglichst wenig eingeschränkt wird und dass die vom Geschirr auf den Hund ausgeübte Gegenkraft sich möglichst großflächig verteilt, um ein Wundreiben und das Auftreten von Druckstellen zu vermeiden.
Geschirre bestehen üblicherweise aus breitem, sehr zugfestem Band (ca. 2–4 cm) aus Kunstfasern. Die Bänder können durch flauschige Überzüge oder schaumstoffgefüllte Textilien abgepolstert sein. Am hinteren Ende des Zuggeschirrs, etwa in Höhe der Schwanzwurzel des Hundes, ist eine Schlaufe zur Verbindung mit der Zugleine eingearbeitet. Kürzere Geschirre, die z. B. nur den Hals und Brustkorb umspannen, sind für die Zugarbeit ungeeignet.
Bei der Auswahl der Geschirre ist auf eine individuelle Größenanpassung zu achten. Geschirre sind deshalb in einer Vielzahl von Größen verfügbar oder werden nach Maß angefertigt. Der Kopf des Hundes muss knapp durch die Halsöffnung passen. Größere Öffnungen führen dazu, dass die Bänder nach außen rutschen und den Schulterbereich des Hundes einengen. An der Seite muss der Bereich des Brustkorbes freibleiben, um die Atmung nicht zu erschweren. Die Bänder müssen deshalb am Rücken und unterhalb des Brustkorbes nach hinten geführt werden.
Geschirre sollen an den Auflageflächen möglichst weich sein. Daher ist eine Polsterung im Halsbereich sowie im ganzen vorderen Teil des Geschirrs empfehlenswert. Zudem sollte das Material möglichst leicht sein und nur wenig Wasser aufnehmen.